# Aeroportul Taitung
Aeroportul Taitung (IATA: TTT, ICAO: RCFN) este un aeroport din 臺東市⁠(d), 臺東縣⁠(d), 臺灣省⁠(d), Taiwan ce deservește zona 臺東市⁠(d). Aeroportul a fost tranzitat în decembrie 2020 de 26.340 de pasageri.
Situat la o altitudine de 44 m, aeroportul dispune de 1 pistă. Este operat de Civil Aeronautics Administration⁠(d).

## Infrastructură

### Piste
Aeroportul dispune de o singură pistă. Pista 04/22 are suprafața de Bitum și dimensiunile 2.438 m × 45 m. 